# Domenico Ciampoli
Domenico Ciampoli (Atessa, 23 agosto 1852 – Roma, 21 marzo 1929) è stato uno scrittore, bibliotecario, traduttore,  slavista e filologo italiano.

## Biografia
Fece i primi studi ad Atessa, poi a Vasto e a Lanciano, concludendo il liceo a L'Aquila. Laureatosi in Lettere all'Università degli Studi di Napoli Federico II, dal 1881 insegnò in diversi licei finché, trasferitosi a Roma e ottenuta la libera docenza in Lingua italiana e Letterature slave, dal 1884 insegnò nell'Università degli Studi di Sassari e dal 1887 al 1891 in quella di Catania.
Intanto aveva scritto diverse raccolte di novelle popolari d'impronta verista: Bianca del Sangro (1878), Fiori di monte (1878), Fiabe abruzzesi (1880), Racconti abruzzesi (1880), Trecce nere (1882), Cicuta (1884), Fra le selve (1891), alle quali seguirono, dal 1884 al 1897, cinque romanzi influenzati dal D'Annunzio: Diana, Roccamarina, Il Pinturicchio, L'invisibile e Il Barone di S. Giorgio. Oltre a curare diverse traduzioni di canti epici e popolari slavi e di racconti e romanzi di classici russi dell'Ottocento (di autori come Tolstoj, Gogol', Puškin, Lermontov e Turgenev), nel 1891 pubblicò gli Studi letterari e le Letterature slave, nel 1896 una ricerca erudita sull'opera poetica dell'Aleardi, Plagi aleardiani, e nel 1904 i Saggi critici di letterature straniere.
Nel 1892 lasciò l'insegnamento per passare alla Biblioteca Nazionale Vittorio Emanuele II di Roma e poi alla Marciana di Venezia. Dal 1899 diresse diverse Biblioteche italiane: la Biblioteca Universitaria di Sassari, ancora la Biblioteca Nazionale di Roma, poi dal 1907 la Biblioteca Casanatense, la Biblioteca Lancisiana, l'Angelica e infine, dal 1918 ancora la Lancisiana: quest'attività gli consentì di studiare, tradurre e pubblicare diversi codici. Pensionato nel 1923, morì a Roma nel 1929.

## Opera

### Le novelle veriste
Le prime raccolte di racconti di Ciampoli non furono ben accolte a Milano, nel 1881 egli pubblicò una nuova raccolta di novelle di stampo verista, a carattere abruzzese: Trecce nere, dal nome della novella aprente. A differenza dei racconti precedenti, questa raccolta, maggiormente impostata nella materia tratta, nella scelta dei caratteri e della descrizione particolareggiata dei costumi e della natura, riscosse più successo. La novella aprente giù è una dichiarazione di poetica ciampoliana: Mariuccia di Canzano, piccolo paese del sulmonese, è figlia di un uomo ucciso dai briganti, e finisce per innamorarsi della persona sbagliata, legata per parentela ai briganti che uccisero suo padre, che possiede una fornace, dove lavora anche il legnaiolo Sante, innamorato perdutamente di Mariuccia, e non ricambiato, dato che lei predilige un altro. Il Ciampoli si abbandona alle descrizioni particolareggiata dei costumi tipici abruzzesi, della natura, degli istinti primordiali dei personaggi, lasciando trasparire alla stessa maniera di Giovanni Verga un destino già scritto, al quale non ci si può oppure, andando altrimenti incontro alla rovina.

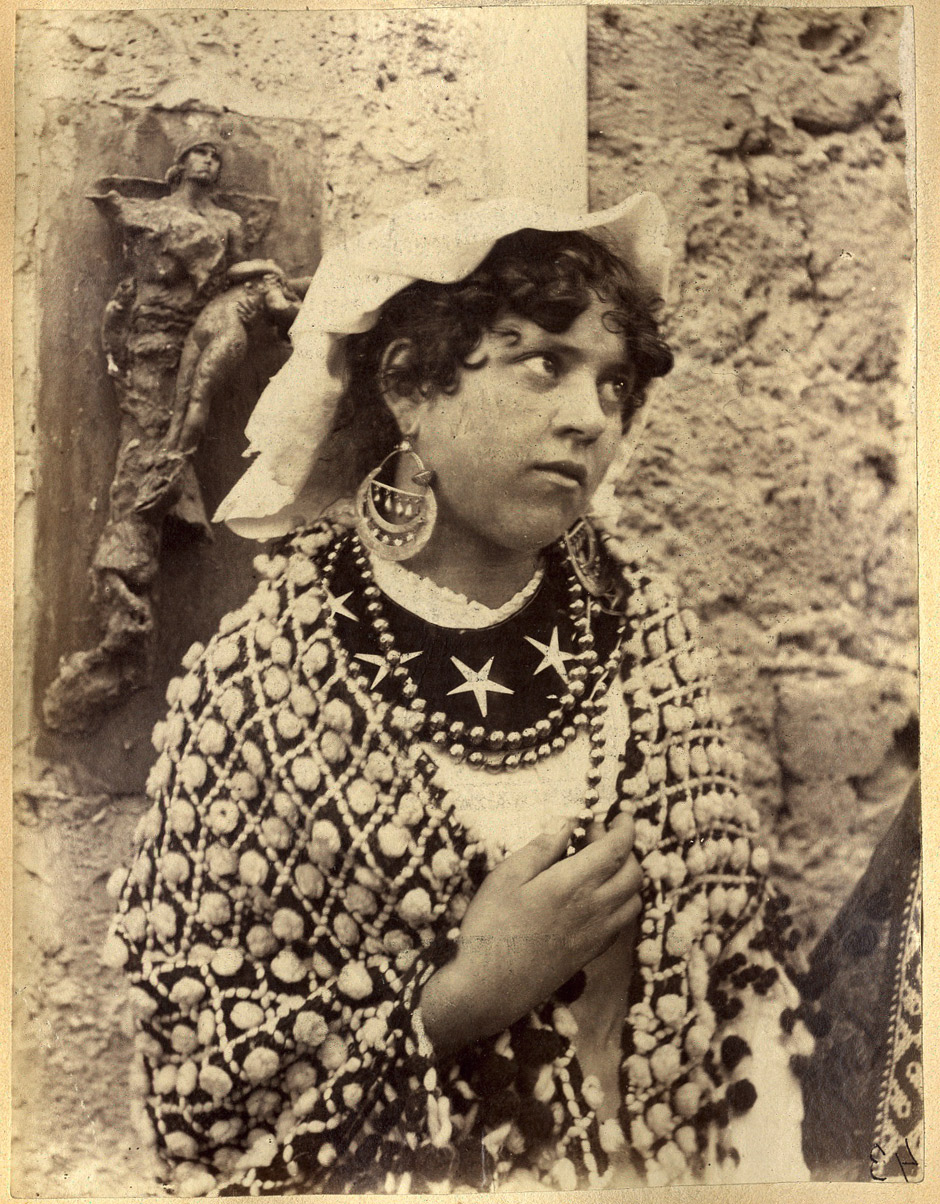
Ragazza abruzzese fotografata da von Gloeden

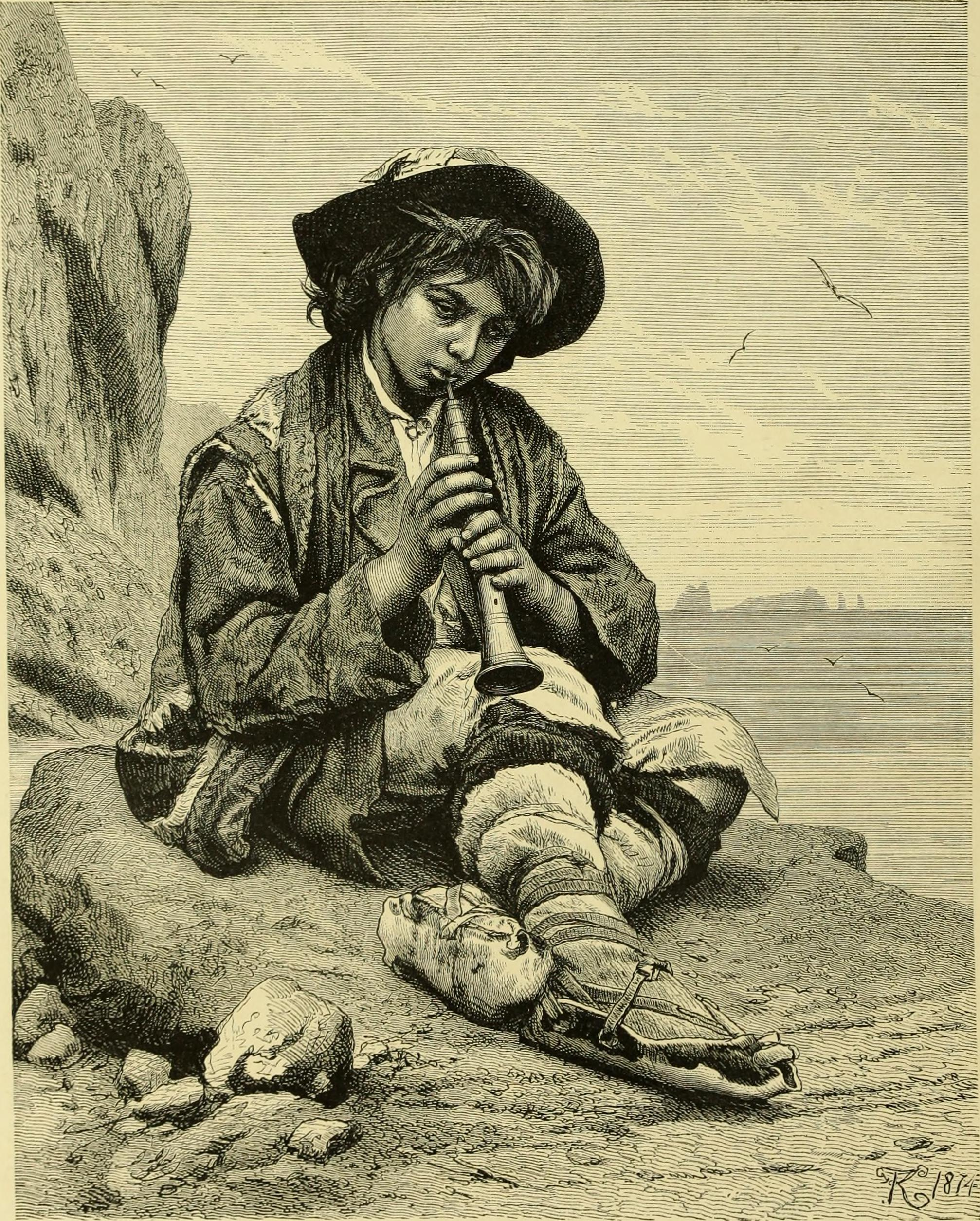
Pastorello abruzzese in un disegno del 1877

La Trecce nere il Ciampoli rispose con la pubblicazione di una seconda raccolta di bozzetti, e novelle vere e proprie, anche di 50 pagine di lunghezza: Cicuta (1884), il cui titolo è sempre collegato a quella della novella aprente. Anche qui assistiamo a una scena desolante e di grande impersonalità: in un paesello della val di Sangro, ai piedi del Monte Pallano, una donna di nome "La Muta" prende marito, confidando di aver trovato l'uomo della sua vita, ma il guardiaboschi, svolgendo un lavoro abbastanza redditizio nella piccola comunità, si trasforma in un uomo dispotico e ossessivo, soprattutto quando la Muta rimane incinta di lui, che nel frattempo ha pensato di accasarsi con un partito migliore, facendo sprofondare la Muta nella disperazione e nella pazzia. Non mancano nelle raccolte ciampoliane riferimenti alla cultura abruzzese, come la descrizione di ricorrenze religiose, costumi, usanze e modi di dire, da ricordare la novella Il serparo, incentrata sulla tradizionale usanza delle serpi consacrate a San Domenico abate di Cocullo.

### Studi sulla letteratura straniera
Altre raccolte sono Fra le selve (1890) a Catania, poi Ciampoli abbandonò la vita accademica a Roma, lavorando presso la Biblioteca Nazionale "Vittorio Emanuele" per una campagna di calunnie contro di lui; il lavoro svolto presso la biblioteca trovò il riscatto nella pubblicazione nel 1889 a Milano degli Studi sulla letteratura slava, traducendo anche autori quali Lev Tolstoj, Fëdor Dostoevskij, Puskin , Gorkij. Giovanni Titta Rosa nei suoi Narratori dell'Abruzzo e Molise (1971) sarà l'unico ad esprimere un giudicio critico positivo sul Ciampoli, da sempre ritenuto come un autore minore del verismo italiano, tanto più del verismo abruzzese, in cui il genere era ben rappresentato dal giovane Gabriele D'Annunzio con Terra vergine - Il libro delle vergini - San Pantaleone, poi confluiti nelle Novelle della Pescara (1902).
Eppure Ciampoli tradusse molte opere straniere di novelle, come Racconti californiani - galiziani - russi (1880-81), specializzandosi sugli studi della letteratura straniera. Sua è anche la traduzione della prima edizione italiana autorizzata del Così parlò Zarathustra - Un libro per tutti e per nessuno del 1927, edita dalla Casa Editrice Monanni.

### Ultimo periodo
L'ultimo periodo di Ciampoli fu occupato dall'interesse per l'ambientazione aristocratica delle novelle veriste, e uscirono nel 1889 Roccamarina, nel 1896 L'invisibile, nel 1897 Il barone di San Giorgio, quest'ultimo corredato da varie inflessioni abruzzesi, in cui si tratta dello spiritismo. Ciampoli in questo periodo collaborò anche con studiosi e folkloristi abruzzesi di tradizioni regionali, come Gennaro Finamore, Antonio De Nino e Giovanni Pansa. Essendo di Atessa, ad esempio Ciampoli non poteva non conoscere la leggenda del dragone che tormentava il paese, che fu ucciso dal santo patrono Leucio vescovo d'Alessandria, che ne asportò una costola, e volle che sul colle della battaglia fosse consacrato un santuario, che poi diventerà il Duomo (IX secolo). Per Pansa, Ciampoli raccolse dalla bocca di contadine questi racconti, mentre per Finamore, Ciampoli provvide a recuperare modi di dire e proverbi atessani per il suo Vocabolario dell'uso abruzzese.

### Le favole
Nel 1880-81 Ciampoli compose anche delle raccolte di favole, sempre apprese dalla bocca di popolani e contadine, come stava già facendo a Sulmona il collega Antonio de Nino per i suoi Usi e costumi abruzzesi (i volumi 3 e 4). A differenza di Finamore, anch'egli raccoglitore di favole, che le riportò nel dialetto del luogo di pertinenza, Ciampoli adottò uno stile più congeniale a Verga, ad esempio più volte riprendendo la tipica introduzione dell'uomo dotto seduto accanto al focolare, che tra ironia e interesse rievoca le antiche credenze popolari, come fece il Verga nell'introduzione di Storia di una capinera, dunque abbandonando in parte la tecnica dell'impersonalità dell'autore. Molte di queste favole popolari provengono da antichissime leggende abruzzesi, in parte rielaborate da Ciampoli, come Il duca zoppo incentrato sulla presenza di un signore sanguinario della dinastia Cantelma di Popoli, Il poema di Corradino, sulla leggenda della vittoria di Carlo d'Angiò contro lo Svevo a Tagliacozzo, e sulla distruzione dell'abbazia della Vittoria, su La rupe della zita presso Gissi, ossia un burrone da cui si odono lamenti in memoria della morte violenta di una giovane principessa, ecc.